# ستيبانافان (أرمينيا)
ستيبانافان (بالأرمنية: Ստեփանավան)‏: هي مدينة ومجتمع محلي في محافظة لوري في أرمينيا. تقع على بعد 139 كم شمال العاصمة يريفان و 24 كم إلى الشمال من مركز مقاطعة وانادزور، في منتصف الطريق بين يريفان وتبليسي. اعتبارًا من تعداد عام 2011، بلغ عدد سكان المدينة 13,086 نسمة. يبلغ عدد سكان المدينة حاليًا حوالي 10,800 نسمة وفقًا للتقديرات الرسمية لعام 2016.